# Гајзенхаузен
Гајзенхаузен (њем. Geisenhausen) град је у њемачкој савезној држави Баварска. Једно је од 35 општинских средишта округа Ландсхут. Према процјени из 2010. у граду је живјело 6.379 становника. Посједује регионалну шифру (AGS) 9274134.

## Географски и демографски подаци
Гајзенхаузен се налази у савезној држави Баварска у округу Ландсхут. Град се налази на надморској висини од 460 метара. Површина општине износи 62,5 km². У самом граду је, према процјени из 2010. године, живјело 6.379 становника. Просјечна густина становништва износи 102 становника/km².